# فرمپتون آن سورن
فرمپتون آن سورن (به انگلیسی: Frampton on Severn) یک روستا و محله مدنی در بریتانیا است که در Stroud District واقع شده‌است. فرمپتون آن سورن ۱٬۴۳۲ نفر جمعیت دارد.